# Deir Qalʿa

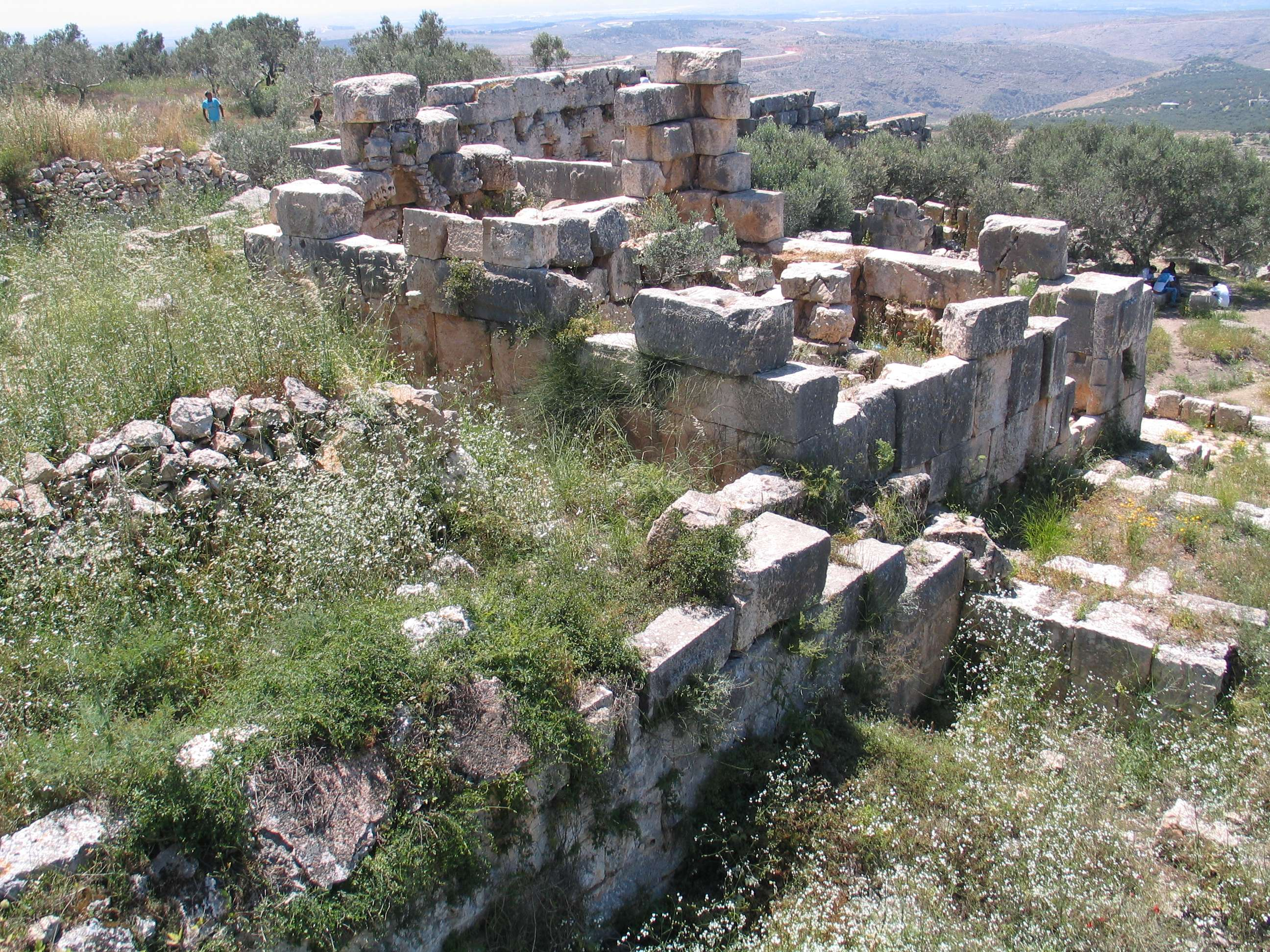
Deir Qalʿa (2015)

Deir Qalʿa (arabisch دير قلعة, DMG Dair Qalʿa) ist eine archäologische Stätte im israelisch besetzten Westjordanland. Das Gelände gehört zum Gouvernement Salfit der Palästinensischen Autonomiebehörde.

## Lage

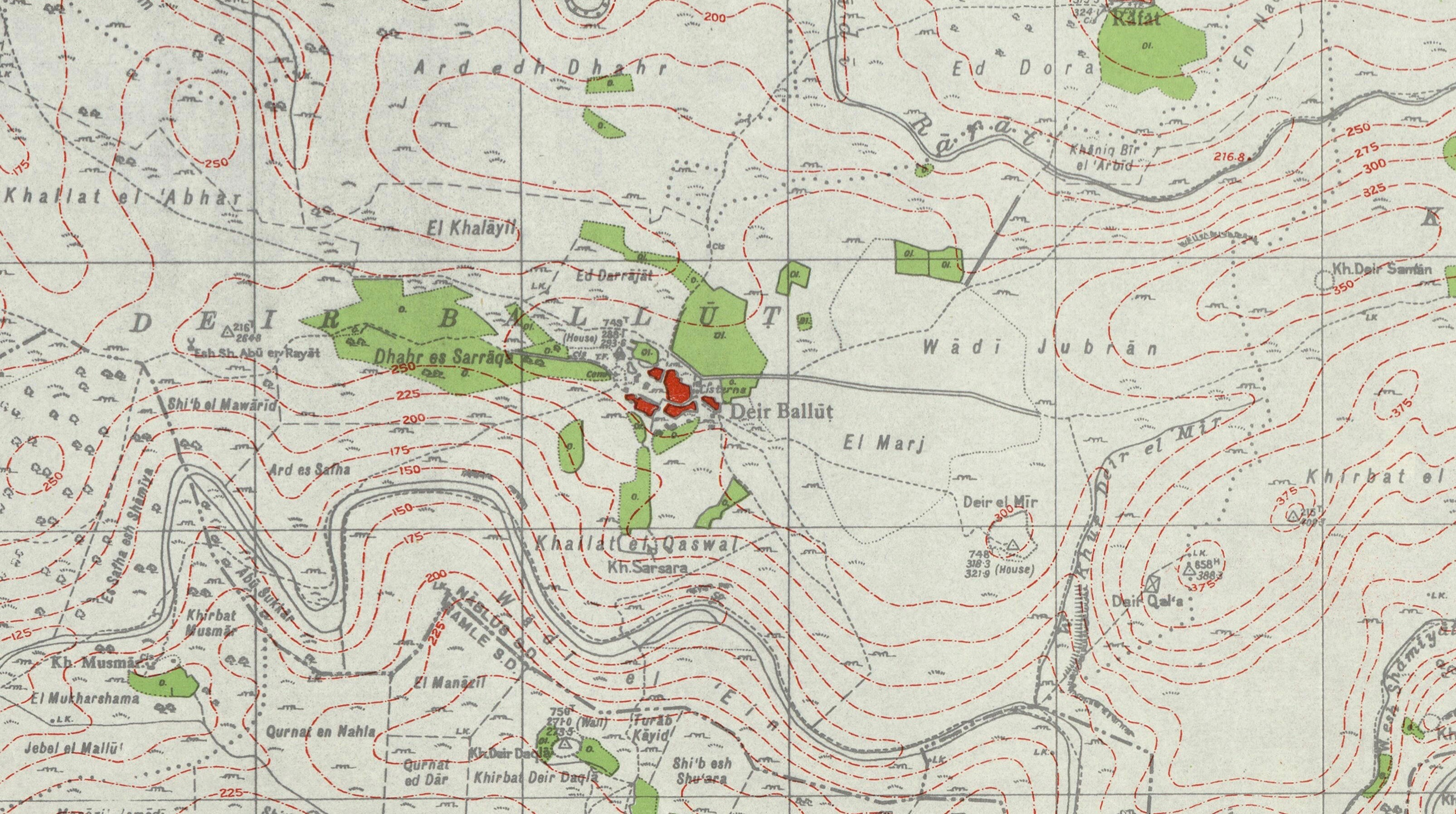
Deir Ballut und Umgebung im Palestine Survey (1943)

Deir Qalʿa ist eine byzantinische Klosteranlage, die auf einem Steilhang (370 m über dem Meeresspiegel) an der Nordseite des Wadi el-Ein liegt. Etwa 1,5 km weiter westlich befindet sich das Dorf Deir Ballut. Östlich von Deir Qalʿa wurde 1984 die israelische Siedlung Peduʾel angelegt.

## Siedlungsgeschichte
Auf dem Steilhang befand sich ein spätrömisches Kastell (49 × 38 m), das mit einer Außenmauer aus Quadern befestigt war. Es wies einen Turm und zwei Innenhöfe auf. Dieser Gebäudekomplex wurde in der zweiten Hälfte des 5. Jahrhunderts in eine Klosteranlage umgewandelt. Die wesentliche Baumaßnahme dabei war die Anlage der Kirche im zentralen Hof des Kastells: Der erste Kirchenbau wurde um 500 um einen Narthex erweitert und Apsis und Lesepult weiter nach Osten verlegt. Etwas später kamen nördlich der Kirche eine Kapelle und zwei Nebenräume hinzu.
Eine Anzahl kleinerer Räume mit weißen Mosaikfußböden wurden möglicherweise als Mönchszellen genutzt, doch ist auch ein gemeinsames Dormitorium im (nicht erhaltenen) Obergeschoss möglich.
Die Keramik besteht hauptsächlich aus Vorratsgefäßen. Haushaltskeramik (Geschirr, Lampen) wurde nur in bescheidenem Umfang gefunden, d. h. die Zahl der Mönche von Deir Qalʿa  war eher niedrig.
Die Mönche betrieben Weinbau. Zwei in den Fels geschlagene Keltern sind erhalten. In frühislamischer Zeit (7. Jahrhundert) wurde eine Olivenpresse eingerichtet und einige Umbauten vorgenommen. Das kann darauf hindeuten, dass das Kloster nicht mehr als solches genutzt wurde.

## Forschungsgeschichte

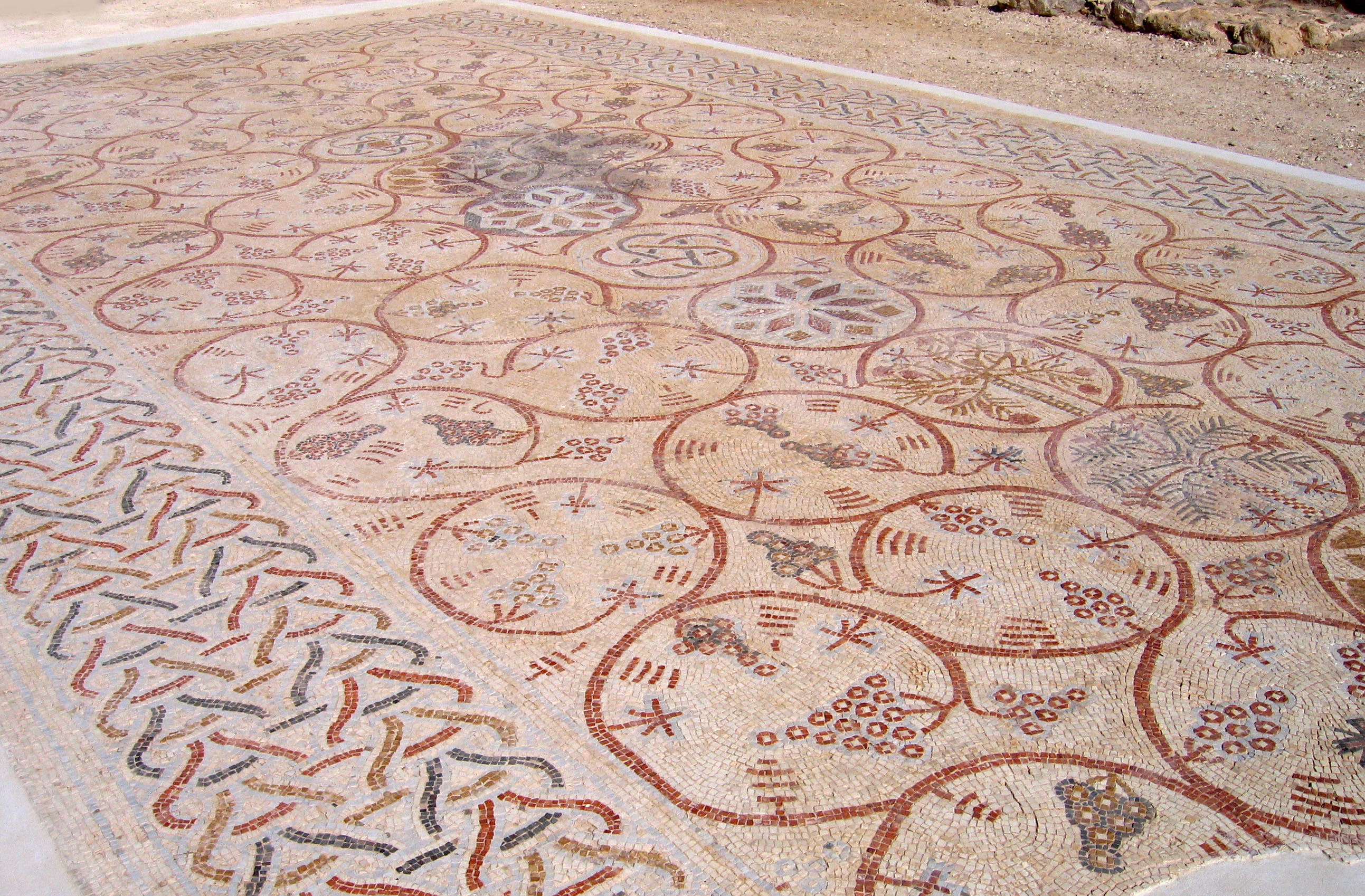
Mosaikfußboden der Klosterkirche im Good Samaritan Museum (2009)

Die erste Beschreibung der byzantinischen Klosterfestung lieferte der französische Palästinaforscher Victor Guérin 1874. Im Survey of Western Palestine bezeichneten Claude Reignier Conder und Herbert Kitchener Deir Qalʿa als die „vielleicht schönste und besterhaltene Klosterruine Palästinas“ in strategisch günstiger Lage auf einem Steilhang; von Deir Ballut aus war sie auf einem Pfad zu erreichen. „Die wichtigsten Überreste sind jene der Kirche und einer südlich anschließenden großen Halle (offenbar des Refektoriums) sowie im Osten eines Turms in erhöhter Lage, mit quadratischem Grundriss. Nördlich des Turms befindet sich ein großes Bassin (birkeh) und zwei kleinere noch weiter nördlich.“
Die Klosteranlage wurde von Yitzhak Magen und Naftali Aizik 2004–2005 im Auftrag der Zivilverwaltung von Judäa und Samaria archäologisch untersucht. Die Mosaikfußböden der Kirche, der Kapelle und der beiden Nebenräume wurden nach Freilegung entfernt und sind im Good Samaritan Museum (bei Maʿale Adummim) ausgestellt.